# Mistrzostwa Polski w kolarstwie torowym – sprint drużynowy mężczyzn
Mistrzostwa Polski w kolarstwie torowym w konkurencji sprint drużynowy mężczyzn odbywają się od 1995.

## Medaliści
| Rok  | Złoto                                                           | Srebro                                                                   | Brąz                                                           |
| 1995 | Marcin Gałązka Robert Karśnicki Jarosław Rębiewski              | Grzegorz Lisowski Marcin Piasecki Radosław Smolaga                       | Sebastian Gołąb Jacek Kubiak Marek Tylski                      |
| 1996 | Grzegorz Krejner Grzegorz Trębski Daniel Meszka                 | Ryszard Dawidowicz Sebastian Wolski Marcel Mielcarek                     | Robert Karśnicki Jarosław Rębiewski Adam Marciniak             |
| 1997 | Grzegorz Krejner Grzegorz Trębski Konrad Czajkowski             | Robert Karśnicki Jarosław Rębiewski Marcin Gałązka                       | Marcin Mientki Marek Maciejewski Grzegorz Czapla               |
| 1998 | Grzegorz Krejner Grzegorz Trębski Jacek Walczak                 | Mariusz Mielcarek Marek Szpitalny Marek Tylski                           | Ryszard Dawidowicz Jacek Hałuszko Tomasz Wąsaty                |
| 1999 | Grzegorz Krejner Grzegorz Trębski Łukasz Wyrwas                 | Mariusz Wiesiak Konrad Czajkowski Marcin Mientki                         | Łukasz Świderski Paweł Czaczkowski Łukasz Kwiatkowski          |
| 2000 | Marcin Mientki Konrad Czajkowski Mariusz Wiesiak                | Paweł Czaczkowski Łukasz Kwiatkowski Grzegorz Trębski                    | Jan Żak Damian Zieliński Daniel Mikołajczyk                    |
| 2001 | Grzegorz Krejner Konrad Czajkowski Robert Karśnicki             | Marcin Mientki Mariusz Wiesiak Paweł Bentkowski                          | Bartłomiej Saczuk Adrian Świderski Łukasz Tunkiewicz           |
| 2002 | Łukasz Kwiatkowski Jakub Barcik Łukasz Chudziński               | Grzegorz Trębski Paweł Giza Rafał Ratajczyk                              | Damian Zieliński Robert Karśnicki Tomasz Balcer                |
| 2003 | Grzegorz Trębski Kamil Kuczyński Rafał Ratajczyk                | Łukasz Kwiatkowski Karol Polak Jakub Barcik                              | Przemysław Tokarski Damian Zieliński Tomasz Balcer             |
| 2004 | Grzegorz Krejner Damian Zieliński Tomasz Balcer                 | Rafał Ratajczyk Kamil Kuczyński Grzegorz Trębski                         | Rafał Furman Paweł Kościecha Łukasz Kwiatkowski                |
| 2005 | Grzegorz Krejner Damian Zieliński Tomasz Balcer                 | Łukasz Kwiatkowski Rafał Furman Paweł Kościecha                          | Paweł Sarnecki Dawid Hirsz Dawid Głowacki                      |
| 2006 | Łukasz Kwiatkowski Paweł Kościecha Krzysztof Szymanek           | Tomasz Balcer Rafał Poper Damian Zieliński                               | Dawid Głowacki Dawid Hirsz Juliusz Polak                       |
| 2007 | Łukasz Kwiatkowski Paweł Kościecha Krzysztof Szymanek           | Maciej Bielecki Konrad Dąbrowski Grzegorz Drejgier                       | Kamil Kuczyński Rafał Poper Tomasz Balcer                      |
| 2008 | Rafał Poper Kamil Kuczyński Tomasz Balcer                       | Adrian Tekliński Łukasz Kwiatkowski Krzysztof Szymanek                   | Dawid Hirsz Rafał Sarnecki Juliusz Polak                       |
| 2009 | Łukasz Kwiatkowski Krzysztof Szymanek Adrian Tekliński          | Maciej Bielecki Grzegorz Drejgier Kamil Kuczyński                        | Dawid Hirsz Juliusz Polak Rafał Sarnecki                       |
| 2010 | Rafał Sarnecki Krzysztof Maksel Adrian Tekliński                | Kamil Kuczyński Krzysztof Szymanek Damian Zieliński                      | Konrad Dąbrowski Maciej Bielecki Grzegorz Drejgier             |
| 2011 | Adrian Tekliński Krzysztof Maksel Rafał Sarnecki                | Rafał Sarnecki Grzegorz Drejgier Krzysztof Maksel                        | Paweł Laskowski Adrian Opasewicz Michał Klepczarek             |
| 2012 | Damian Zieliński Kamil Kuczyński Maciej Bielecki                | Damian Zieliński Maciej Bielecki Kamil Kuczyński                         | Adrian Tekliński Mateusz Lipa Lucjusz Kardaś                   |
| 2013 | Maciej Bielecki Damian Zieliński Kamil Kuczyński                | Mateusz Lipa Krzysztof Maksel Rafał Sarnecki Grzegorz Drejgier           | Lucjusz Kardaś Rafał Jeziorski Mateusz Nowak Marek Łazarewicz  |
| 2014 | Mateusz Lipa Rafał Sarnecki Krzysztof Maksel Grzegorz Drejgier  | Maciej Bielecki Damian Zieliński Kamil Kuczyński                         | Mariusz Gąsiorowski Mateusz Nowak Lucjusz Kardaś               |
| 2015 | Grzegorz Drejgier Rafał Sarnecki Krzysztof Maksel               | Mateusz Rudyk Piotr Stanisławek Mateusz Lipa                             | Damian Zieliński Maciej Bielecki Mateusz Miłek                 |
| 2016 | Rafał Sarnecki Krzysztof Maksel Mateusz Rudyk                   | Maciej Bielecki Kamil Kuczyński Mateusz Miłek                            | Grzegorz Drejgier Piotr Stanisławek Mateusz Lipa               |
| 2017 | Damian Zieliński Maciej Bielecki Mateusz Miłek Kamil Kuczyński  | Mateusz Rudyk Rafał Sarnecki Krzysztof Maksel Mateusz Lipa               | Mateusz Pomaski Daniel Król Bartosz Kucharski                  |
| 2018 | Krzysztof Maksel Mateusz Rudyk Mateusz Lipa Rafał Sarnecki      | Kamil Kuczyński Maciej Bielecki Mateusz Miłek                            | Michał Lewandowski Bartosz Frączak Daniel Rochna               |
| 2019 | Krzysztof Maksel Mateusz Rudyk Rafał Sarnecki                   | Kamil Kuczyński Maciej Bielecki Mateusz Miłek Krzysztof Patora           | Adrian Tekliński Bartosz Rudyk Mateusz Lipa Marek Skórski      |
| 2020 | Krzysztof Maksel Mateusz Rudyk Rafał Sarnecki Cezary Łączkowski | Mateusz Miłek Maciej Bielecki Konrad Burawski Jakub Kozicki              | Gracjan Dąbrowski Radosław Laskowski Michał Rząca              |
| 2021 | Krzysztof Maksel Mateusz Rudyk Rafał Sarnecki                   | Marek Skórski Kamil Kuczyński Michał Rząca Przemysław Deręgowski         | Mateusz Miłek Maciej Bielecki Konrad Burawski Jakub Kozicki    |
| 2022 | Krzysztof Maksel Mateusz Rudyk Rafał Sarnecki                   | Mateusz Przymusiński Patryk Rajkowski Erik Pacholec                      | Tomasz Dobrzyński Gracjan Dąbrowski Radosław Laskowski         |
| 2023 | Mateusz Rudyk Rafał Sarnecki Tomasz Dobrzyński                  | Tomasz Łamaszewski Julian Gabrusewicz Lucjan Nowicki Patryk Rajkowski    | Konrad Burawski Dawid Żygieło Maciej Bielecki Marcin Marciniak |
| 2024 | Konrad Burawski Maciej Bielecki Adam Adamowicz Kamil Kordalski  | Tomasz Łamaszewski Julian Gabrusewicz Rafał Fibakiewicz Patryk Rajkowski | Daniel Rohna Eliasz Bednarek Mateusz Janicki                   |